# SNK Playmore
SNK Playmore – założona w 1978 pod nazwą SNK japońska firma zajmująca się produkcją i dystrybucją gier arcade i gier wideo. Nazwa SNK pochodzi od japońskich słów Shin Nihon Kikaku co znaczy Nowy Japoński Projekt. Początkowo firma chciała tworzyć sprzęt i oprogramowanie dla klientów biznesowych - jednak szybko przeszła do branży gier.

## Początki
Pierwszą grą, którą stworzyła firma, była "Ozma Wars". Firma zasłynęła w latach 80. z robienia wielu hitów na ówczesne automaty, w tym Vanguard, Athena czy Ikari Warriors. Wiele wczesnych gier SNK doczekało się konwersji na konsole domowe, jak Atari 2600 czy NES, firma tworzyła również gry bezpośrednio na konsole, jak Crystalis.

## Neo Geo
W latach 90. SNK wprowadziło na rynek serię automatów Neo Geo oraz konsolę Neo Geo Aes, bazującą bezpośrednio na tym sprzęcie, będącą silniejszą od ówczesnych rywali. Na tym sprzęcie zadebiutowały najważniejsze serie SNK, taki jak Metal Slug, Fatal Fury czy King of Fighters. Innym projektem SNK było Neo Geo CD - konsola będąca technicznie Neo Geo, jednak, dla obniżenia kosztów gier, nośnikiem były płyty CD. Firma próbowała wejść również na rynek konsol przenośnych, tworząc Neo Geo Pocket i Neo Geo Pocket Color.

## Upadek i zmiana nazwy
Ze względu na kłopoty finansowe, w 2000 firma została wykupiona przez Azure, producentów przeróżnych maszyn do kasyn. W 2002 firma połączyła się z firmą Playmore (którą również założył Kawasaki, jeden z założycieli SNK) a w sierpniu 2003 nazwa firmy została zmieniona na SNK Playmore.

## Najważniejsze gry stworzone przez SNK
- Ikari Warriors
- Metal Slug
- Samurai Shodown (w 2009 roku wydano antologię 6 części pod tytułem Samurai Shodown Anthology[7])
- The King of Fighters '94
- Fatal Fury